# Разлив нефти
Разлив нефти — попадание нефти в окружающую среду в результате действий человека. В это понятие также входят аварии танкеров, аварии на нефтяных платформах, буровых установках, скважинах, а также выброс любых веществ, полученных от переработки сырой нефти. Ликвидация последствий подобных происшествий занимает от нескольких месяцев до нескольких лет.

## Ликвидация разливов нефти
Ликвидация аварийных разливов нефти, ЛАРН — комплекс мероприятий, направленных на удаление пятен нефти и стоков нефтепродуктов с поверхности воды и с почв.

### Методы ЛАРН
- механические методы (выемка почв, сбор нефтепродуктов)
- физико-химические методы (промывка, дренирование, сорбция);
- Биологические методы (биоремедиации и фиторемедиации);

Сорбционная очистка воды является одним из эффективных способов. Преимуществами данного метода, безусловно, можно отнести возможность удаления загрязнений любой природы практически до любой остаточной концентрации, управляемость процессом и быстрота воздействия (максимальная сорбция происходит в первые 4 часа). Основными сорбентами являются лигнин, алюмосиликат, графит, опилки, торф.
Биологические методы являются наиболее экологически безопасными и способствуют восстановлению аварийных и систематических нефтеразливов в водоёмах и водотоках до нормативных показателей. Ликвидацией аварийных разливов нефти занимаются специализированные организации, имеющие лицензию на ведение аварийно-спасательных работ данного типа.
Одной из современных технологий очистки нефтестоков является так называемое биокомпостирование — управляемый биологический процесс окисления (разложения) нефтяных углеводородов специализированной микрофлорой до безопасных соединений окиси углерода, воды и органического вещества биомассы. Биокомпостирование проводят на специально организованных площадках (временных или стационарных) — в оформленных грядах-буртах, состоящих из структурирующих материалов — торфа, опилок. Эффективность процесса достигается поддержанием определённого тепловлажностного режима компоста, содержания кислорода, соотношением азотно-фосфорных компонентов и количества нефтеокисляющей микрофлоры. Весь процесс занимает от 2 до 4 месяцев.
Особенности метода биокомпостирования:
- Предварительно производится сортировка — удаление из осадков инородных предметов, измельчение крупных кусков, нефтяные шламы перемешиваются и размещаются в грядах на подготовленной площадке;
- В гряды вносятся (БАКи), структураторы, стабилизаторы, биологические активные композиции, минеральные удобрения;
- В процессе биодеструкции периодически производят рыхление и увлажнение компоста.

### Стадии ЛАРН
1. Установка ограждений, препятствующих дальнейшему распространению загрязнения (особенно актуально для сбора нефтепродуктов на воде и предотвращения растекания нефтяных пятен), нефтеуловителей, нефтеловушек. См. Бон (техника)
2. Распыление сорбентов (в том числе биосорбентов), с помощью которых проводится естественное рассеивание нефтепродуктов, что позволяет минимизировать последствия растекания нефтепродуктов до того, как они затронут экологически чистую зону;
3. Механический сбор нефтепродуктов. Для этого используются так называемые скимеры (устройства для сбора нефти с поверхности воды)

Ликвидация аварийных разливов на суше (с почв) происходит по иной схеме, чем ЛАРН на воде. Но если предполагается возможность комплексного загрязнения, используются универсальные системы ЛАРН. Как правило, они изготавливаются на заказ с учётом региональных, климатических и других потребностей, и представляет собой комплекс профессионального оборудования как для устранения аварийных разливов на воде, так и на суше.

### Новые исследования
Группа российских учёных из Южного научного центра РАН и Мурманского морского биологического института под руководством профессора Григория Воскобойникова и кандидата биологических наук Олега Степаньяна разработала уникальные биофильтры на основе фукусовых водорослей, способные эффективно и безопасно очищать морскую воду от нефтяных загрязнений. Морская водоросль Фукус пузырчатый (Fucus vesiculosus), на основе которого работает новый метод, является самой устойчивой к воздействиям водорослью. Этот суперорганизм способен выдерживать отрицательные температуры, условия полярной ночи, и т. д. Диапазон устойчивости Фукуса пузырчатого к нефтепродуктам составляет 50 мг/л при норме ПДК 0,05 мг/л. Эксперименты российских учёных показали, что несколько десятков килограммов этих водорослей, расположенных определённым образом, способны утилизировать в воде несколько тонн нефтепродуктов.

## Крупнейшие разливы
| Разлив / Танкер                   | Расположение                         | Дата                            | *Тонн сырой нефти       | Баррелей                    | Галлонов                      | Источник                           |
| --------------------------------- | ------------------------------------ | ------------------------------- | ----------------------- | --------------------------- | ----------------------------- | ---------------------------------- |
| Кувейтские нефтяные пожары [b]    | Кувейт                               | январь 1991 — ноябрь 1991       | 136 000 000—205 000 000 | 1 000 000 000—1 500 000 000 | 42 000 000 000—63 000 000 000 | [ 4 ]                              |
| Разливы нефти в Кувейте [c]       | Кувейт                               | январь 1991 — ноябрь 1991       | 3 409 000—6 818 000     | 25 000 000—50 000 000       | 1 050 000 000—2 100 000 000   | [ 5 ] [ 6 ] [ 7 ]                  |
| Lakeview Gusher                   | США, Керн, Калифорния                | 14 мая 1910 — сентябрь 1911     | 1 200 000               | 9 000 000                   | 378 000 000                   | [ 8 ]                              |
| Gulf War oil spill [d]            | Ирак, Персидский залив и Кувейт      | 19 января 1991 — 28 января 1991 | 818 000—1 091 000       | 6 000 000—8 000 000         | 252 000 000—336 000 000       | [ 5 ] [ 9 ] [ 10 ]                 |
| Deepwater Horizon                 | США, Мексиканский залив              | 14 апреля 2010 — 15 июля 2010   | 560 000—585 000         | 4 100 000—4 900 000         | 172 000 000—180 000 000       | [ 11 ] [ 12 ] [ 13 ] [ 14 ] [ 15 ] |
| Ixtoc I                           | Мексика, Мексиканский залив          | 3 июня 1979 — 23 марта 1980     | 454 000—480 000         | 3 329 000—3 520 000         | 139 818 000—147 840 000       | [ 16 ] [ 17 ] [ 18 ]               |
| Atlantic Empress / Aegean Captain | Тринидад и Тобаго                    | 19 июля 1979                    | 287 000                 | 2 105 000                   | 88 396 000                    | [ 19 ] [ 20 ] [ 21 ]               |
| Mingbulak oil spill               | Узбекистан                           | 2 марта 1992                    | 285 000                 | 2 090 000                   | 87 780 000                    | [ 22 ]                             |
| Nowruz Field Platform             | Иран, Персидский залив               | 4 февраля 1983                  | 260 000                 | 1 907 000                   | 80 080 000                    | [ 23 ]                             |
| ABT Summer                        | Ангола, в 1300 км от берега          | 28 мая 1991                     | 260 000                 | 1 907 000                   | 80 080 000                    | [ 19 ]                             |
| Castillo de Bellver               | ЮАР, Салданья-Бей                    | 6 августа 1983                  | 252 000                 | 1 848 000                   | 77 616 000                    | [ 19 ]                             |
| Амоко Кадис                       | Франция, Бретань                     | 16 марта 1978                   | 223 000                 | 1 635 000                   | 68 684 000                    | [ 19 ] [ 22 ] [ 22 ] [ 24 ] [ 25 ] |
| MT Haven                          | Италия, Средиземное море возле Генуи | 11 апреля 1991                  | 144 000                 | 1 056 000                   | 44 352 000                    | [ 19 ]                             |
| Odyssey                           | Канада, в 1300 км от Новой Шотландии | 10 ноября 1988                  | 132 000                 | 968 000                     | 40 656 000                    | [ 19 ]                             |
| Sea Star                          | Иран, Оманский залив                 | 19 декабря 1972                 | 115 000                 | 843 000                     | 35 420 000                    | [ 19 ] [ 22 ]                      |
| Irenes Serenade                   | Греция, Пилос                        | 23 февраля 1980                 | 100 000                 | 733 000                     | 30 800 000                    | [ 19 ]                             |
| Urquiola                          | Испания, Ла-Корунья                  | 12 мая 1976                     | 100 000                 | 733 000                     | 30 800 000                    | [ 19 ]                             |
| Torrey Canyon                     | Великобритания, Силли                | 18 марта 1967                   | 80 000—119 000          | 587 000—873 000             | 24 654 000—36 666 000         | [ 19 ] [ 22 ]                      |
| Greenpoint oil spill              | США, Бруклин, Нью-Йорк               | 1940 — 1950                     | 55 000—97 000           | 400 000—710 000             | 17 000 000—30 000 000         | [ 26 ]                             |

Тонна сырой нефти равна 308 галлонам или 7,3 барреля.